# 陆恒修
陆恒修（1870年—1958年），号慧来，浙江绍兴人。中华民国大陆时期政府官员。中央文史研究馆馆员。

## 生平
1870年8月14日生。光绪庚子（1900年）、辛丑（1901年）并科举人。历任安徽相南学堂教员、津浦铁路局南段宿县弹压员、沪杭甬铁路公司文牍员、安徽清理财政局科长。民国成立后，任安徽都督府秘书。1913年抵京，历任国务院僉事，编纂课课长等职。后期担任國立北平大學女子文理学院秘书，常任家庭教师。
1952年8月受聘为中央文史研究馆馆员。1958年4月7日病逝。